# Zsűri díja (cannes-i fesztivál)
A Zsűri díja (franciául: Prix du Jury) a Cannes-i fesztiválon átadott elismerés. A fesztivál nagyjátékfilm zsűrije ítéli oda annak a filmnek, amelyet különösen nagyra értékel a hivatalos válogatás versenyfilmjei közül. 1967-ig a második legnagyobb díjnak számított, azonban amikor létrehozták a Zsűri Külön Nagydíját, ez a díj megszűnt. Két évvel később új néven – Zsűri díja – jelent meg, viszont súlya csökkent; azóta a fesztivál másik két nagy elismerése, az Arany Pálma és a Nagydíj mögé sorolják.
A díj bátoríthat fiatal filmrendezőt, akiben valódi tehetséget látnak, de megkaphatja filmtechnikai munkatárs, sőt színész is, akinek alakítását kiemelkedőnek találják (ez történt például 2001-ben és 2004-ben). Egy-egy bemutatott filmjük által kivételesen ezzel a szintű díjjal ismerhetik el egy kiemelkedő filmrendező munkásságának egészét is, ötévente, a fesztivál kerek évfordulóin.
A díj elnevezése az évek során az alábbiak szerint változott:
- 1946-ban Nemzetközi zsűri díja (Prix du Jury Internationale);
- 1951–1966: Zsűri különdíja (Prix Spécial du Jury);
- 1969–1995: Zsűri díja (Prix du Jury);
- 1995-ben két filmet díjaztak, egyiket Zsűri különdíja, a másikat Zsűri díja elnevezéssel;
- 1996-ban Zsűri különdíja;
- 1997 óta: Zsűri díja.

## Díjazottak

### Nemzetközi zsűri díja
| Év   | Magyar cím                | Eredeti cím               | Díjátvevő                 | Ország                    | Megjegyzés |
| ---- | ------------------------- | ------------------------- | ------------------------- | ------------------------- | ---------- |
| 1946 | Harc a sínekért           | La bataille du rail       | René Clément              | FRA                       |            |
| 1947 | A díjat nem osztották ki. | A díjat nem osztották ki. | A díjat nem osztották ki. | A díjat nem osztották ki. |            |
| 1949 | A díjat nem osztották ki. | A díjat nem osztották ki. | A díjat nem osztották ki. | A díjat nem osztották ki. |            |

### Zsűri különdíja
| Év   | Magyar cím                                              | Eredeti cím                                             | Díjátvevő                                                   | Ország                                                  | Megj.       |
| ---- | ------------------------------------------------------- | ------------------------------------------------------- | ----------------------------------------------------------- | ------------------------------------------------------- | ----------- |
| 1951 | Mindent Éváról                                          | All About Eve                                           | Joseph L. Mankiewicz                                        | USA                                                     |             |
| 1952 | Mindannyian gyilkosok vagyunk                           | Nous sommes tous des assassins                          | André Cayatte                                               | FRA                                                     |             |
| 1953 | A díjat nem osztották ki.                               | A díjat nem osztották ki.                               | A díjat nem osztották ki.                                   | A díjat nem osztották ki.                               |             |
| 1954 | Ripois úr                                               | Monsieur Ripois                                         | René Clément                                                | FRA                                                     |             |
| 1955 | –––                                                     | Continente perduto                                      | Mario Craveri, Leonardo Bonzi, Enrico Gras és Giorgio Moser | ITA                                                     |             |
| 1956 | Picasso rejtélye                                        | Le mystère Picasso                                      | Henri-Georges Clouzot                                       | FRA                                                     |             |
| 1957 | Csatorna                                                | Kanał                                                   | Andrzej Wajda                                               | POL                                                     | (megosztva) |
| 1957 | A hetedik pecsét                                        | Det sjunde inseglet                                     | Ingmar Bergman                                              | SWE                                                     | (megosztva) |
| 1958 | Nagybácsim                                              | Mon Oncle                                               | Jacques Tati                                                | FRA                                                     |             |
| 1959 | Csillagok                                               | Sterne                                                  | Konrad Wolf                                                 | GDR                                                     |             |
| 1960 | A kaland                                                | L'avventura                                             | Michelangelo Antonioni                                      | ITA                                                     | (megosztva) |
| 1960 | Páros megszállottság                                    | Kagi (鍵)                                               | Icsikava Kon                                                | JPN                                                     | (megosztva) |
| 1961 | Mater Johanna                                           | Matka Joanna od aniolów                                 | Jerzy Kawalerowicz                                          | POL                                                     |             |
| 1962 | Jeanne d'Arc pere                                       | Procès de Jeanne d'Arc                                  | Robert Bresson                                              | FRA                                                     | (megosztva) |
| 1962 | Napfogyatkozás                                          | L'eclisse                                               | Michelangelo Antonioni                                      | ITA                                                     | (megosztva) |
| 1963 | Harakiri                                                | Szeppuku (切腹)                                         | Kobajasi Maszaki                                            | JPN                                                     | (megosztva) |
| 1963 | Amikor jön a macska                                     | Až přijde kocour                                        | Vojtech Jasny                                               | TCH                                                     | (megosztva) |
| 1964 | A homok asszonya                                        | Szuna no onna (砂の女)                                  | Tesigahara Hirosi                                           | JPN                                                     |             |
| 1965 | Kwaidan                                                 | Kaidan (怪談)                                           | Kobajasi Maszaki                                            | JPN                                                     |             |
| 1966 | Alfie – Szívtelen szívtipró                             | Alfie                                                   | Lewis Gilbert                                               | GBR                                                     |             |
| 1967 | A díjat nem osztották ki.                               | A díjat nem osztották ki.                               | A díjat nem osztották ki.                                   | A díjat nem osztották ki.                               |             |
| 1968 | A félbeszakadt rendezvény miatt nem osztottak ki díjat. | A félbeszakadt rendezvény miatt nem osztottak ki díjat. | A félbeszakadt rendezvény miatt nem osztottak ki díjat.     | A félbeszakadt rendezvény miatt nem osztottak ki díjat. |             |

### Zsűri díja
| Év   | Magyar cím                                       | Eredeti cím                                       | Díjátvevő                                        | Ország                                           | Megj.       |
| ---- | ------------------------------------------------ | ------------------------------------------------- | ------------------------------------------------ | ------------------------------------------------ | ----------- |
| 1969 | Z, avagy egy politikai gyilkosság anatómiája     | Z                                                 | Costa-Gavras                                     | GRE                                              |             |
| 1970 | Magasiskola                                      | Magasiskola                                       | Gaál István                                      | HUN                                              | (megosztva) |
| 1970 | Eper és vér                                      | The Strawberry Statement                          | Stuart Hagmann                                   | USA                                              | (megosztva) |
| 1971 | Szerelem                                         | Szerelem                                          | Makk Károly                                      | HUN                                              | (megosztva) |
| 1971 | Joe Hill balladája                               | Joe Hill                                          | Bo Widerberg                                     | SWE USA                                          | (megosztva) |
| 1972 | Az ötös számú vágóhíd                            | Slaughterhouse-Five                               | George Roy Hill                                  | USA                                              |             |
| 1973 | Szanatórium a Homokórához                        | Sanatorium pod klepsydra                          | Wojciech Has                                     | POL                                              | (megosztva) |
| 1973 | Meghívó szombat délutánra                        | L'Invitation                                      | Claude Goretta                                   | SUI                                              | (megosztva) |
| 1974 | A díjat nem osztották ki.                        | A díjat nem osztották ki.                         | A díjat nem osztották ki.                        | A díjat nem osztották ki.                        |             |
| 1975 | A díjat nem osztották ki.                        | A díjat nem osztották ki.                         | A díjat nem osztották ki.                        | A díjat nem osztották ki.                        |             |
| 1976 | A díjat nem osztották ki.                        | A díjat nem osztották ki.                         | A díjat nem osztották ki.                        | A díjat nem osztották ki.                        |             |
| 1977 | Párbajhősök                                      | The Duellists                                     | Ridley Scott                                     | GBR                                              | [ 2 ]       |
| 1978 | A díjat nem osztották ki.                        | A díjat nem osztották ki.                         | A díjat nem osztották ki.                        | A díjat nem osztották ki.                        |             |
| 1979 | A díjat nem osztották ki.                        | A díjat nem osztották ki.                         | A díjat nem osztották ki.                        | A díjat nem osztották ki.                        |             |
| 1980 | Konstans                                         | Constans                                          | Krzysztof Zanussi                                | POL                                              |             |
| 1981 | A díjat nem osztották ki.                        | A díjat nem osztották ki.                         | A díjat nem osztották ki.                        | A díjat nem osztották ki.                        |             |
| 1982 | A díjat nem osztották ki.                        | A díjat nem osztották ki.                         | A díjat nem osztották ki.                        | A díjat nem osztották ki.                        |             |
| 1983 | Lezárt ügy                                       | Kharij                                            | Mrinal Sen                                       | IND                                              |             |
| 1984 | A díjat nem osztották ki.                        | A díjat nem osztották ki.                         | A díjat nem osztották ki.                        | A díjat nem osztották ki.                        |             |
| 1985 | Redl ezredes                                     | Redl ezredes                                      | Szabó István                                     | HUN AUT NSZK                                     |             |
| 1986 | Thérese története                                | Thérèse                                           | Alain Cavalier                                   | FRA                                              |             |
| 1987 | –––                                              | Sinran: Siroi micsi (親鸞 白い道)                 | Mikuni Rentaró                                   | JPN                                              | (megosztva) |
| 1987 | –––                                              | Yeelen                                            | Souleymane Cisse                                 | MLI                                              | (megosztva) |
| 1988 | Rövidfilm a gyilkolásról                         | Krótki film o zabijaniu                           | Krzysztof Kieślowski                             | POL                                              |             |
| 1989 | Montreáli Jézus                                  | Jésus de Montréal                                 | Denys Arcand                                     | CAN                                              |             |
| 1990 | Titkos hadsereg                                  | Hidden Agenda                                     | Ken Loach                                        | GBR                                              |             |
| 1991 | Európa                                           | Europa                                            | Lars von Trier                                   | DEN                                              | (megosztva) |
| 1991 | Életen kívül                                     | Hors la vie                                       | Maroun Bagdadi                                   | LBN                                              | (megosztva) |
| 1992 | A birsalmafa árnyéka                             | El sol del membrillo                              | Victor Erice                                     | ESP                                              | (megosztva) |
| 1992 | Szabad élet                                      | Szamosztojatelnaja zsizny (Самостоятельная жизнь) | Vitalij Kanyevszkij                              | FRA RUS GBR                                      | (megosztva) |
| 1993 | –––                                              | Hszi ren zsen seng (Xi meng ren sheng) (戲夢人生) | Hou Hsziao-hszien (Hou Hsiao-hsien)              | TWN                                              | (megosztva) |
| 1993 | Kőzápor                                          | Raining Stones                                    | Ken Loach                                        | GBR                                              | (megosztva) |
| 1994 | Margó királyné                                   | La Reine Margot                                   | Patrice Chéreau                                  | FRA                                              |             |
| 1995 | Ne feledd, hogy meghalsz                         | N'oublie pas que tu vas mourir                    | Xavier Beauvois                                  | FRA                                              |             |
| 1995 | A festőnő szerelmei                              | Carrington                                        | Christopher Hampton                              | GBR                                              | [ 4 ]       |
| 1996 | Karambol                                         | Crash                                             | David Cronenberg                                 | CAN GBR                                          | [ 4 ]       |
| 1997 | Western                                          | Western                                           | Manuel Poirier                                   | FRA                                              |             |
| 1998 | –––                                              | La classe de neige                                | Claude Miller                                    | FRA                                              | (megosztva) |
| 1998 | Születésnap                                      | Festen                                            | Thomas Vinterberg                                | DEN                                              | (megosztva) |
| 1999 | –––                                              | La lettre                                         | Manoel de Oliveira                               | FRA POR ESP                                      |             |
| 2000 | –––                                              | Takhté Siah (تخته سیاه)                           | Samira Makhmalbaf                                | IRN ITA JPN                                      | (megosztva) |
| 2000 | Dalok a második emeletről                        | Sånger från andra våningen                        | Roy Andersson                                    | SWE FRA                                          | (megosztva) |
| 2001 | Mambó az ezredfordulón                           | Csien hszi man po (Qiān xǐ màn bō) (千禧曼波)     | Tu Tu-csö (Tu Du-che)                            | TWN                                              | [ 6 ]       |
| 2001 | És ott hány óra van?                             | Ni na bian ji dian (你那邊幾點)                   | Tu Tu-csö (Tu Du-che)                            | TWN                                              | [ 6 ]       |
| 2002 | Deus ex machina                                  | Yadon ilaheyya (يد إلهية)                         | Elia Suleiman                                    | PSE MAR FRA                                      |             |
| 2003 | Délután öt órakor                                | Panj é asr (پنج عصر)                              | Samira Makhmalbaf                                | IRN FRA                                          |             |
| 2004 | –––                                              | Sud pralad                                        | Apichatpong Weerasethakul                        | FRA THA                                          |             |
| 2004 | Betörő az albérlőm                               | The Ladykillers                                   | Irma P. Hall                                     | USA                                              | [ 7 ]       |
| 2005 | Shanghaji álmok                                  | Csing hung (Qing hong) (青红)                     | Vang Hsziaosuaj (Wang Xiaoshuai)                 | CHN                                              |             |
| 2006 | Red Road                                         | Red Road                                          | Andrea Arnold                                    | GBR                                              |             |
| 2007 | Persepolis                                       | Persépolis                                        | Marjane Satrapi és Vincent Paronnaud             | FRA                                              | (megosztva) |
| 2007 | –––                                              | Stellet licht                                     | Carlos Reygadas                                  | MEX FRA NED                                      | (megosztva) |
| 2008 | Il Divo – A megfoghatatlan                       | Il Divo                                           | Paolo Sorrentino                                 | ITA                                              |             |
| 2009 | Szomjúság                                        | Bakjwi (Szomjúság)                                | Pak Cshanuk (Park Chan-wook)                     | KOR                                              | (megosztva) |
| 2009 | Akvárium                                         | Fish Tank                                         | Andrea Arnold                                    | GBR                                              | (megosztva) |
| 2010 | Egy néma kiáltás                                 | Un homme qui crie                                 | Mahamat-Saleh Haroun                             | FRA BEL CHA                                      |             |
| 2011 | Polisse                                          | Polisse                                           | Maïwenn                                          | FRA                                              |             |
| 2012 | Szesztolvajok                                    | The Angels’ Share                                 | Ken Loach                                        | GBR FRA BEL                                      |             |
| 2013 | A fiam családja                                  | Szosite csicsi ni naru (そして父になる)           | Koreeda Hirokazu                                 | JPN                                              |             |
| 2014 | Godard: Búcsú a nyelvtől                         | Adieu au langage                                  | Jean-Luc Godard                                  | FRA                                              | (megosztva) |
| 2014 | Anyu                                             | Mommy                                             | Xavier Dolan                                     | CAN                                              | (megosztva) |
| 2015 | A homár                                          | The Lobster                                       | Jórgosz Lánthimosz                               | GRE IRL GBR FRA                                  |             |
| 2016 | Amerikai drágaságom                              | American Honey                                    | Andrea Arnold                                    | GBR USA                                          |             |
| 2017 | Szeretet nélkül                                  | Nyeljubov (Нелюбовь)                              | Andrej Zvjagincev                                | RUS FRA BEL GER                                  |             |
| 2018 | Kafarnaum – A remény útja                        | Capharnaüm                                        | Nadine Labaki                                    | LIB                                              |             |
| 2019 | Bacurau                                          | Bacurau                                           | Kleber Mendonça Filho és Juliano Dornelles       | BRA                                              | (megosztva) |
| 2019 | Nyomorultak                                      | Les misérables                                    | Ladj Ly                                          | FRA                                              | (megosztva) |
| 2020 | A Covid19-pandémia miatt nem osztottak ki díjat. | A Covid19-pandémia miatt nem osztottak ki díjat.  | A Covid19-pandémia miatt nem osztottak ki díjat. | A Covid19-pandémia miatt nem osztottak ki díjat. |             |
| 2021 | –––                                              | Ha'berech (הַבֶּרֶךְ)                                  | Nadav Lapid                                      | ISR FRA GER                                      | (megosztva) |
| 2021 | Memoria                                          | Memoria                                           | Apichatpong Weerasethakul                        | THA COL GBR FRA                                  | (megosztva) |
| 2022 | Iá                                               | EO                                                | Jerzy Skolimowski                                | POL ITA                                          | (megosztva) |
| 2022 | Nyolc hegy                                       | Le otto montagne                                  | Charlotte Vandermeersch és Felix Van Groeningen  | ITA BEL FRA                                      | (megosztva) |
| 2023 | Hulló levelek                                    | Kuolleet lehdet                                   | Aki Kaurismäki                                   | FIN GER                                          | [ 12 ]      |
| 2024 | Emilia Pérez                                     | Emilia Pérez                                      | Jacques Audiard                                  | FRA MEX                                          | [ 13 ]      |

### Évfordulós díjak
| Év   | Elnevezés                                      | Magyar cím                | Eredeti cím                  | Díjátvevő                   | Ország   | Megj.  |
| ---- | ---------------------------------------------- | ------------------------- | ---------------------------- | --------------------------- | -------- | ------ |
| 1971 | A Nemzetközi Filmfesztivál 25. évfordulós díja | Halál Velencében          | Morte a Venezia              | Luchino Visconti            | ITA      |        |
| 1982 | A Nemzetközi Filmfesztivál 35. évfordulós díja | Egy nő azonosítása        | Identificazione di una donna | Michelangelo Antonioni      | ITA      |        |
| 1987 | A Nemzetközi Filmfesztivál 40. évfordulós díja | Interjú                   | Intervista                   | Federico Fellini            | ITA      |        |
| 1992 | A Nemzetközi Filmfesztivál 45. évfordulós díja | Szellem a házban          | Howards End                  | James Ivory                 | USA      |        |
| 1997 | A Nemzetközi Filmfesztivál 50. évfordulós díja | Sors                      | Al Massir                    | Youssef Chahine             | EGY      |        |
| 2002 | A Cannes-i Fesztivál 55. évfordulós díja       | Kóla, puska, sültkrumpli  | Bowling for Columbine        | Michael Moore               | USA      |        |
| 2007 | A Cannes-i Fesztivál 60. évfordulós díja       | Paranoid Park             | Paranoid Park                | Gus Van Sant                | USA      |        |
| 2017 | A Cannes-i Fesztivál 70. évfordulós díja       | „Életműve elismeréséért.” | „Életműve elismeréséért.”    | Nicole Kidman               | AUS, USA |        |
| 2022 | A Cannes-i Fesztivál 75. évfordulós díja       | Tori és Lokita            | Tori et Lokita               | Jean-Pierre és Luc Dardenne | BEL      | [ 11 ] |

## Megjegyzés
1. ↑  Előfordul A meghívás címen is.
2. ↑  Zsűri díja elsőfilmesnek elnevezéssel.
3. ↑  Előfordul Carrington – A festőnő szerelmei címmel is.
4. 1 2  Zsűri különdíja elnevezéssel.
5. ↑  A fesztiválon Millennium Mambo nemzetközi angol címmel szerepelt.
6. ↑  Zsűri díja egy technikusnak elnevezéssel, mivel nem a filmrendezők, hanem Tu Tu-csö (Tu Du-che) hangmérnök munkáját ismerték el.
7. ↑  Irma P. Hall színésznő figyelemreméltó alakítása okán.
8. ↑  A fesztiválon Like Father, Like Son nemzetközi angol címen szerepelt.
9. ↑  Tout le Palmarès du 72e Festival de Cannes (francia nyelven). Festival 2019. Festival de Cannes, 2019. május 25. [2019. május 26-i dátummal az eredetiből archiválva]. (Hozzáférés: 2019. május 26.)
10. ↑  Tout le Palmarès du 74e Festival de Cannes (francia nyelven). festival-cannes.com. Festival de Cannes, 2021. július 17. [2021. július 18-i dátummal az eredetiből archiválva]. (Hozzáférés: 2021. július 18.)
11. 1 2  Le Palmarès du 75e Festival de Cannes (francia nyelven). festival-cannes.com. Festival de Cannes, 2022. május 28. [2021. május 29-i dátummal az eredetiből archiválva]. (Hozzáférés: 2022. május 29.)
12. ↑  Simon Cherner: Cannes 2023: le palmarès complet de la 76e édition du festival (francia nyelven). lefigaro.fr. Le Figaro, 2023. május 27. [2023. május 27-i dátummal az eredetiből archiválva]. (Hozzáférés: 2023. május 28.)
13. ↑  Le Palmarès 2024 (francia nyelven). festival-cannes.com. Festival de Cannes, 2024. május 25. [2024. május 25-i dátummal az eredetiből archiválva]. (Hozzáférés: 2024. május 25.)
14. ↑  1971-ben még csak a 24. fesztivált tartották, azonban ekkor még úgy számoltak, hogy 25 évvel korábban, 1946-ban rendezték meg az első fesztivált.